# 五一區 (雅羅斯拉夫爾州)
58°25′N 40°19′E / 58.417°N 40.317°E
五一區（俄语：Первомайский район），是俄羅斯的一個區，位於該國西部，由雅羅斯拉夫爾州負責管轄，面積2,270平方公里，2010年人口11,012，人口密度每平方公里4.85人。